# Eccidio di Boves
L'eccidio di Boves fu il massacro di civili innocenti compiuto dalle SS il 19 settembre 1943 e poi tra il 31 dicembre 1943 ed il 3 gennaio 1944 a Boves, in provincia di Cuneo.

## Antefatto
Una volta avvenuto lo sbarco degli Alleati in Sicilia, Mussolini viene arrestato, ed il governo è assegnato al generale Pietro Badoglio, il quale firma l'armistizio con gli angloamericani rendendolo noto l'8 settembre 1943, lasciando però le forze militari italiane senza alcuna precisa istruzione sul come comportarsi, da quel momento in poi, con i tedeschi e con gli alleati.
I soldati italiani sono allo sbando, ed i tedeschi ne approfittano per prendere possesso di tutti i territori italiani non ancora in mano agli alleati.

## L'eccidio

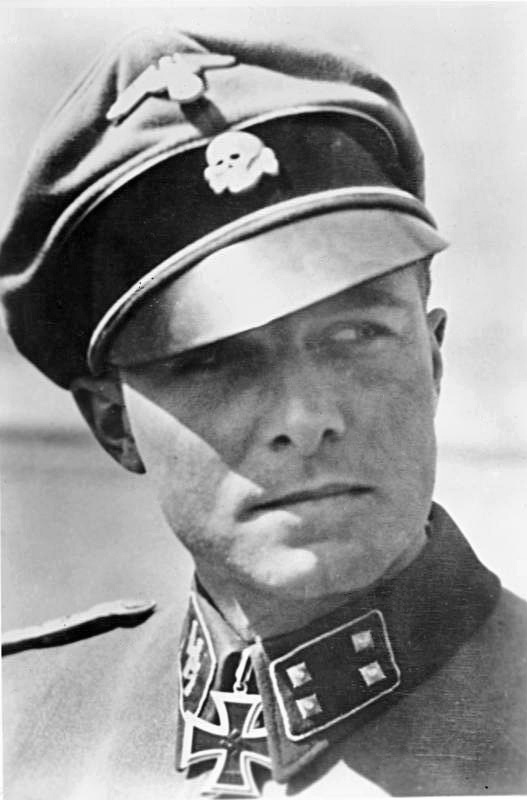
Lo Sturmbannführer Joachim Peiper

Nel paese di Boves, situato in provincia di Cuneo, si costituisce una delle prime formazioni partigiane italiane: un reparto di militari italiani, comandati dall'ufficiale Ignazio Vian, dopo l'8 settembre, si rifugia sulle montagne intorno a Boves e inizia un'azione di resistenza contro le truppe tedesche. La domenica 19 settembre un gruppo di partigiani sceso in paese a far provviste si imbatte in un'auto con a bordo due soldati tedeschi, catturandoli senza troppe difficoltà e conducendoli prigionieri in montagna. I due facevano parte della divisione SS Leibstandarte "Adolf Hitler", mentre sono già in arrivo da Cuneo mezzi e militari che attaccano le postazioni partigiane.
Nello scontro muore il marinaio Italiano Domenico Burlando di Genova e un soldato tedesco, il cui corpo viene abbandonato dai camerati in ritirata. Le SS, comandate dall'Oberführer Theodor Wisch e dal Sturmbannführer Joachim Peiper, occupano allora Boves, e convocano immediatamente il parroco, Don Giuseppe Bernardi, e il commissario della prefettura. Non trovando traccia di quest'ultimo, il suo posto viene preso dal bovesano Antonio Vassallo. Ai due viene intimato di organizzare un'ambasceria presso i partigiani, chiedendo la restituzione degli ostaggi, pena la rappresaglia su Boves.
Il parroco chiede al comandante tedesco di scrivere su un pezzo di carta che avrebbe risparmiato il paese se l'ambasceria fosse andata a buon fine. Ma il comandante risponde che non ce n'era bisogno e che la parola di un tedesco valeva più di cento firme di italiani. Con un'auto  e una bandiera bianca don Bernardi e Vassallo risalgono la valle alla cui guida vi è Vittorio Luigi Dalmasso, superando vari posti di blocco tedeschi, fino a raggiungere il luogo divenuto base dei partigiani. Dopo una lunga trattativa, pur col dubbio di cedere l'unica garanzia contro la rappresaglia tedesca, i partigiani riconsegnano gli ostaggi con tutta l'attrezzatura e anche la loro auto. Al ritorno in paese del parroco e del commissario con i due ostaggi e, tra l'altro, il corpo del tedesco caduto in battaglia, le SS danno inizio all'eccidio.
A Boves molti sono fuggiti, in campagna, nelle ore e nei giorni precedenti, è rimasto principalmente chi non era in grado: anziani, invalidi, donne e bambini. Le SS incendiano il paese, circa 350 case la cifra ufficiale, e uccidono 25 persone compresi il parroco don Bernardi e Vassallo i quali, addirittura, vengono bruciati vivi. A loro oggi sono intitolati la Casa don Bernardi di Boves, la scuola media, due strade nel concentrico. Anche il vicecurato don Mario Ghibaudo di appena 23 anni verrà ucciso mentre aiuta vecchi e bambini a fuggire e nell'intento di dare l'assoluzione ad un anziano mentre sta morendo colpito da un tedesco. Quello di Boves è stato uno dei primissimi episodi del sistema repressivo tedesco che prevedeva azioni contro la popolazione civile in risposta alle azioni partigiane e dei militari italiani.

## Il secondo eccidio

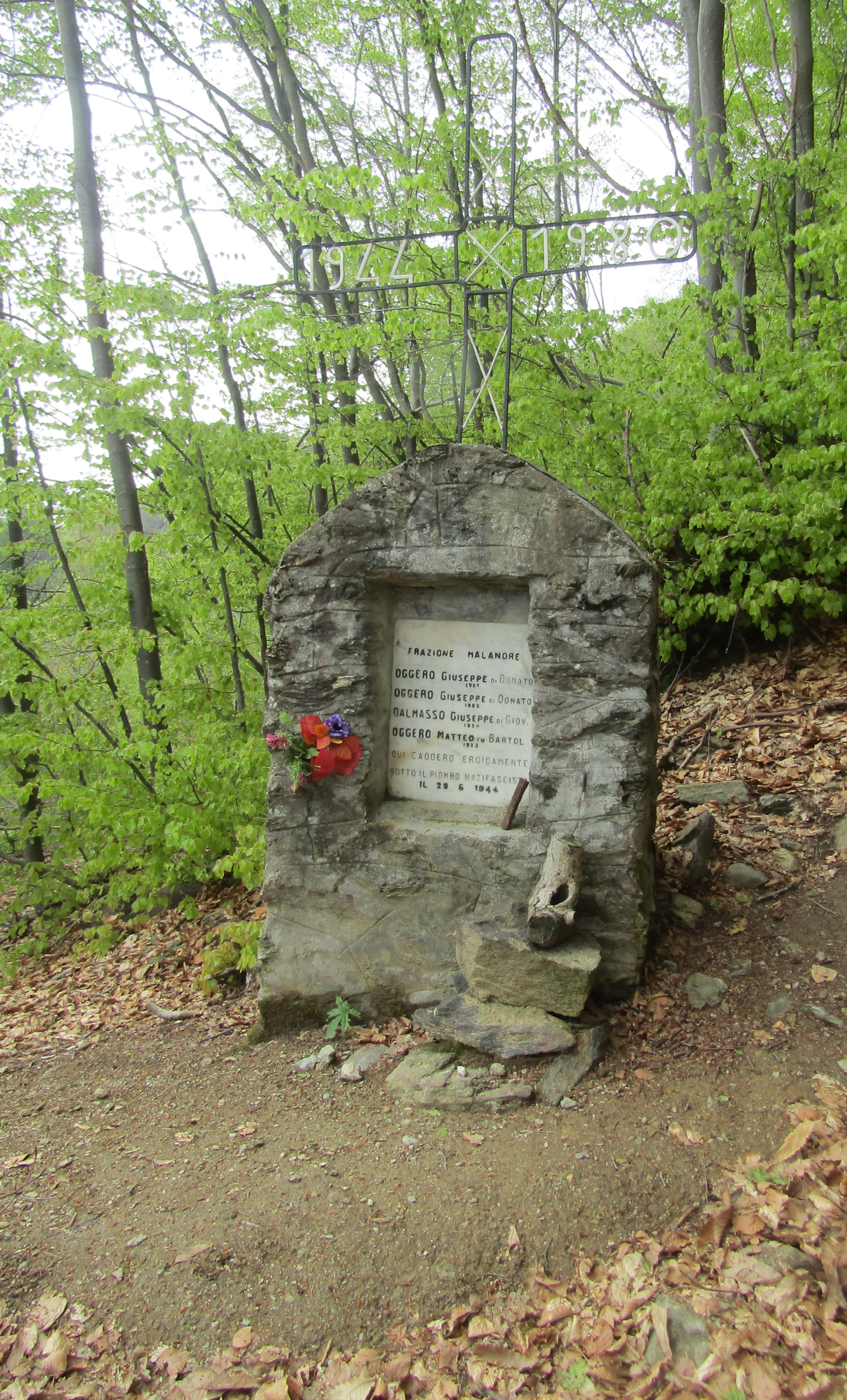
Cippo in memoria di 4 partigiani fucilati nella zona montana di Boves il 28 giugno 1944

Tra il 1943 ed il 1944 la città subì una seconda ondata di violenze; in questo caso, l'esercito tedesco attuò dei rastrellamenti nella zona montana di Boves per coprire la propria ritirata ed evitare i "colpi" dei gruppi partigiani presenti in zona. Il paese, soprattutto nelle frazioni montane, viene di nuovo dato alle fiamme; i morti sono 59, tra civili e partigiani.

## Processi
Al termine del conflitto bellico due avvocati italiani tentarono di portare a giudizio a Stoccarda gli autori della strage, iniziando dallo stesso Peiper, ma il processo non venne celebrato. L'ufficiale venne condannato a morte per crimini di guerra, avendo giustiziato ottanta prigionieri americani a Malmedy in Belgio durante l'offensiva delle Ardenne di fine '44. La sentenza venne commutata in carcere a vita ma con l'amnistia Peiper venne rilasciato nel 1956. Si trasferì in Francia, in Borgogna, nella cittadina di Traves sotto il falso nome di Rainer Buschmann. Tuttavia, venne riconosciuto e denunciato dai media finché il 13 luglio del 1976 la sua casa venne incendiata con bombe molotov, causando la morte di Peiper. I colpevoli, probabilmente ex partigiani francesi, non vennero mai identificati.
Il superiore di Peiper, il generale Theo-Helmut Lieb fu detenuto per due anni in prigione, ma fu liberato nel 1947.